# Štemer 2 (2013.)
Štemer 2, američka akcijska komedija iz 2013. godine. Snimljen prema stripovima Kick-Ass i Hit-Girl Marka Millara i Johna Romita mlađeg.

## Sažetak
Daweu Lizewskom je dosadno zbog toga što se ne bori protiv zločina kao Kick-Ass. Radi postajanja junakom kao on, počeo je trenirati s Hit-Girl. Kick-Assova luda hrabrost navela je građane ponašati se kao superjunaci, odijevati se kao maskirani ratnici i uvoditi red na ulicama. No, pojavili su se superzločinci koji žele ubiti Kick-Assa i sve što on predstavlja.